# Kamienica przy ulicy Berka Joselewicza 20 w Krakowie
Kamienica przy ulicy Berka Joselewicza 20 – zabytkowa kamienica znajdująca się w Krakowie, w dzielnicy I przy ulicy Berka Joselewicza, na Kazimierzu.
Kamienica została wzniesiona w 1902 roku według projektu architekta Beniamina Torbe. W 1934 roku odbyła się przebudowa wnętrza budynku.
Kamienica została wpisana do gminnej ewidencji zabytków. Znajduje się na obszarze Kazimierza, którego układ urbanistyczny został wpisany 23 marca 1934 do rejestru zabytków.